# Zikmund z Thunu (1537–1596)
Zikmund svobodný pán z Thunu a Castell-Brughier (německy Sigmund Freiherr von Thun, 29. července 1537 – 19. června 1596 v Castel Fondo) byl svobodný pán z Thunu.

## Život

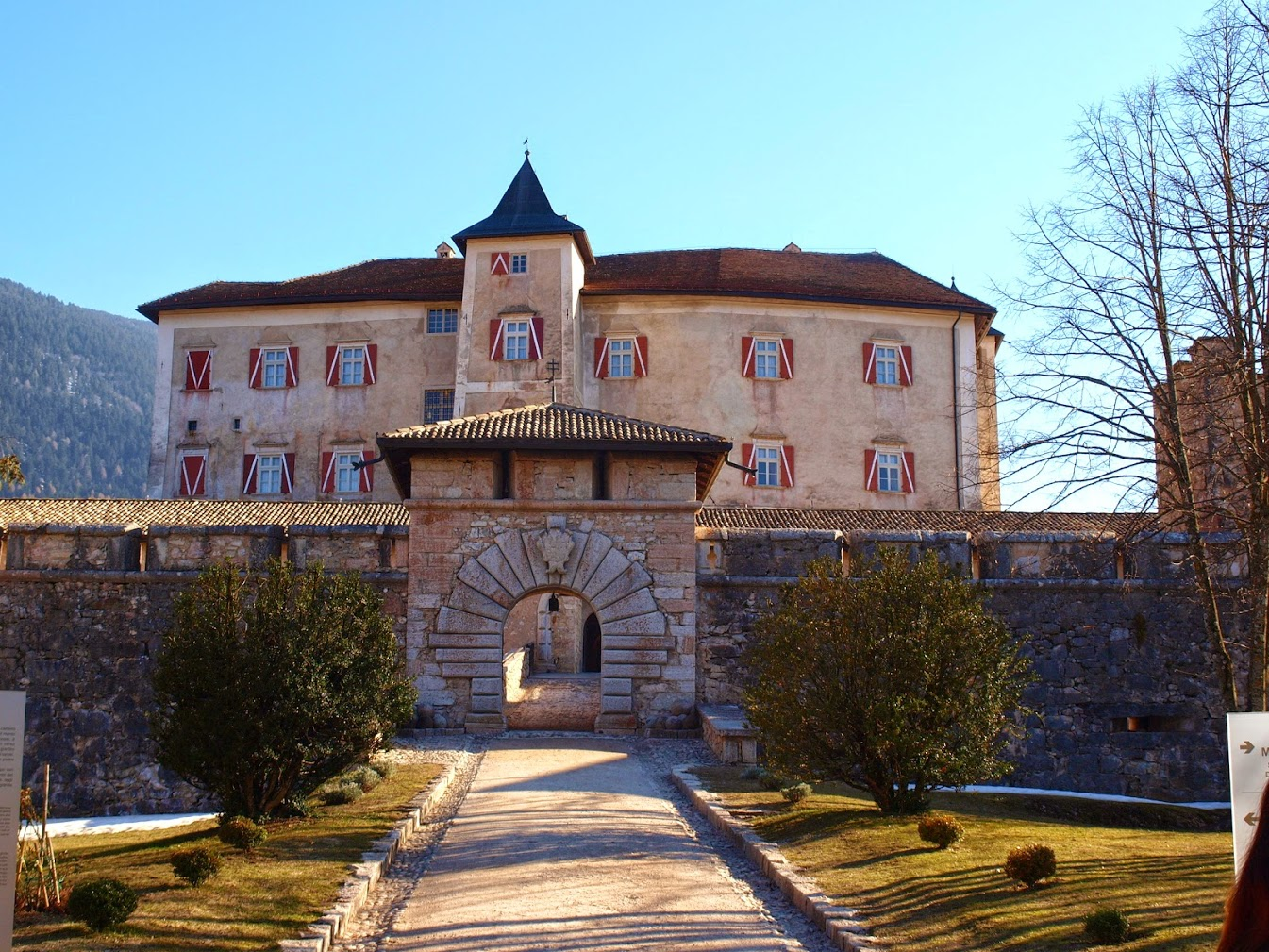
Hrad Thun v jižním Tyrolsku

Narodil se 29. července 1537 jako syn svobodného pána Cypriána z Thunu (1501–1573) a jeho první manželky Heleny z Cles. Jeho otec se oženil podruhé, s Annou Fuchsovou z Fuchsbergu.
Byl vnukem Antonína Marii z Thunu († 1522) a jeho druhé manželky Jenovéfy z Wolkensteinu (†1484), dcery minesengra, zpěváka, básníka, skladatele a politika Osvalda z Wolkensteinu († 1493/1495) a jeho ženy, Barbory z Trautsonu. Osvald byl potomkem Zikmunda z Thunu († 1467) a Simony z Thunu.
Zikmund z Thunu měl tři sestry: Eleonoru z Thunu, provdanou za Konstantina z Lichtenštejna, Evu, provdanou za Marka z Hohenembsu a Felicitas, provdanou za Baltazara z Rahmschwangu.
Zikmund z Thunu zemřel 19. června 1596 v Castel Fondo v Tridentsku, ve věku 58 let.

## Rodina
Zikmund z Thunu byl ženatý s Annou Kristýnou Fuksovou z Lebenbergu († 1590). Měli celkem 18 dětí:
- Anna Helena z Thunu, provdaná za Hilpranda Reimberta z Cles
- Kryštof Valter z Thunu
- Jan Cyprián z Thun-Hohensteinu (26. srpna 1569 – 15. prosince 1631), od roku 1629 říšský hrabě z Hohensteinu, ženatý s Annou Marií z Preysingu
- Jiří Zikmund z Thunu (23. února 1573 – 26. dubna 1651), ženatý poprvé s Eufémií z Cles (20. října 1581 – 1604), podruhé od roku 1593 s Jenovéfou z Thunu, potřetí s Marií Barborou z Firmianu († 7. února 1661)
- Kryštof Šimon z Thunu (12. září 1582 – 1633 nebo 27. března 1635), český šlechtic, hrabě z Thunu
- Filip Arnošt z Thunu
- Eva Eleonora z Thunu, provdaná za Matyáše z Ahnenbergu
- Markéta z Thunu, provdaná za Udalricha Händla
- 10 dětí z Thunu